# 金宇彬
金宇彬（羅馬化：Kimubin），（1989年7月16日—），本名金賢中，韓國模特兒、演員。2008年開始從事模特兒工作，2011年透過KBS特別劇《白色聖誕節》以演員出道。2012年1月17日，加入經紀公司SidusHQ並開始使用藝名金宇彬。2012年出演《紳士的品格》、《致美麗的你》逐漸打開知名度，後憑藉《學校2013》、《繼承者們》而走紅。

## 出道經歷

### 2008年：以模特兒身份出道
身高188公分的金宇彬，2008年登上首爾時裝周之Seoul Colletion秀場，以霸氣的台風深受設計師的喜愛。高中到大學時兼職網路模特兒，后參加模特兒試鏡活動，因兼差遲到以及沒有準備履歷一度被拒絕，直到結束後給了他一次走秀的機會，這之後他收到了五名設計師的聯繫，因而正式開始他的模特兒事業，以模特兒身分出道的他是用本名金賢中活動。

### 2011年：首部出演電視劇《白色圣诞节》，《丘比特工廠》、以演员身份出道
出演KBS特別劇《白色聖誕節》與《丘比特工廠》以演員身分出道，同年拍攝電視劇《吸血鬼偶像》，該劇的編劇將他介紹給SidusHQ並簽約成為旗下藝人。為了避開和其同名的其他藝人，開始以藝名金宇彬活動。

### 2012年：出演《紳士的品格》，《致美麗的你》
在知名編劇金銀淑的作品《紳士的品格》飾演叛逆高中生金東俠 ，吊兒啷噹卻散發強烈的男性魅力，這個角色讓他開始以演員身分為人知曉，同年客串《致美麗的你》飾演女主角的初戀男友，從美國歸來的廣告攝影師Johnny，僅短短客串兩集，但酷帥的形象卻令人印象深刻。 

### 2013年：主演《學校2013》，《欲戴王冠，必承其重－繼承者們》
在《學校2013》飾演表面冷酷兇惡的轉学生朴興秀，令其迅速竄紅，開始接到許多影視邀約，首先加盟韓國賣座電影續集《朋友2》飾演前作《朋友》中死去的張東健儿子，叛逆的流氓第二代。之後於《欲戴王冠，必承其重－繼承者們》裡飾演崔永道，人氣持續攀升。

### 2016年：主演《任意依戀》
與秀智合演《任意依戀》在劇中飾演大明星申俊英，並首次擔正電視劇第一男主角。

### 2017年：宣傳大使
4月13日委任為2018年平昌冬季奧運會的宣傳大使，他將在未來十個月於韓國及海外為今次冬奧及冬季殘奧進行宣傳，將參與多個主要活動、網上宣傳及廣告。

### 2022年：出演Netflix漫改劇《末日騎士》
在Netflix韓國科幻劇集《末日騎士》中，搭檔《模範計程車》李絮，飾演難民出身的一個快遞員。

## 個人生活

### 感情
2013年9月，在一次的雜誌採訪中承認與模特兒劉芝安交往兩年。
2014年5月，經紀公司宣布兩人已在年初分手。
2015年7月，韓國媒體獨家報導指出金宇彬與申敏兒交往兩個月，兩人經紀公司均表示二人戀愛消息為事實。金宇彬與申敏兒2月時因為拍攝同一服飾品牌代言廣告而互相產生好感，5月開始交往。

### 健康
2017年5月24日，經紀公司sidusHQ表示旗下演員金宇彬罹患鼻咽癌，將暫停演藝活動。公司方表示：「金宇彬目前已開始接受藥物治療和放射治療，將以接受治療為優先，已安排好的活動行程也將以治療為主進行協商，望金宇彬能早日康復，再次以健康的面貌重回大眾面前。」
2019年11月22日，金宇彬在青龍電影頒獎典禮上正式宣布回歸演藝圈。
2019年12月27日，金宇彬的經理公司發放多張金宇彬的長髮黑白造型照，是抗癌時期所留長的，作為給粉絲的禮物。

### 圈內好友
與同為模特出身演員的金英光、李洙赫、洪宗玄、盛駿是至親，五人被稱為「模特兒界的復仇者聯盟」。除了和李鍾碩是至親好友外，金宇彬也是韓國演藝界有名的朋友圈: 趙Line（趙寅成兄弟幫）成員之一。成員包括趙寅成、李光洙、林周煥、都敬秀、車太鉉、金基邦和裴晟佑。8人常常一起聚餐、去旅行、為彼此的電影、電視劇應援。2019年1月，正接受治療的金宇彬被拍到與趙寅成一起參加佛教活動。5月，抗癌成功的金宇彬與趙寅成、李光洙、都敬秀、裴晟佑一同到日本旅遊。12月8日，金宇彬舉行復出後首個粉絲見面會《2019 KIMWOOBIN Thank you》，李光洙、林周煥和金基邦驚喜登場為好兄弟助陣。2021年，曾為正在拍攝新電影《The Moon》的好友都敬秀送上咖啡餐車應援。

## 演出作品

### 電視劇
| 年份   | 頻道 | 劇名                             | 角色         | 備註          |
| 2011年 | KBS  | 《Drama Special—白色聖誕節》     | 姜美羅       | 配角          |
| 2011年 | KBS  | 《Drama Special—丘比特工廠》     | 羅伊         | 主演          |
| 2011年 | MBN  | 《吸血鬼偶像》                   | 宇彬／卡布里 | 主演          |
| 2012年 | SBS  | 《紳士的品格》                   | 金東俠       | 配角          |
| 2012年 | SBS  | 《致美麗的你》                   | Johnny金     | 客串第9、10集 |
| 2012年 | KBS  | 《學校2013》                     | 朴興秀       | 主演          |
| 2013年 | SBS  | 《欲戴王冠，必承其重－繼承者們》 | 崔英道       | 主演          |
| 2016年 | KBS  | 《任意依戀》                     | 申俊英       | 主演          |
| 2022年 | tvN  | 《我們的藍調時光》               | 朴定俊       | 主演          |

### 網路劇
| 年份   | 平台    | 劇名             | 角色     | 備註          |
| 2014年 | NAVER   | 《戀愛細胞》     | 戀愛之神 | 客串第1、15集 |
| 2023年 | Netflix | 《末日騎士》     | 5-8      | 主演          |
| 2025年 | Netflix | 《許願吧，精靈》 | 伊布利斯 | 主演          |

### 電影
| 年份   | 片名           | 角色   | 備註 |
| 2012年 | 《醜男大變身》 | 模特兒 | 客串 |
| 2013年 | 《朋友2》      | 崔成勳 | 主演 |
| 2014年 | 《技術者們》   | 李志赫 | 主演 |
| 2015年 | 《二十》       | 車治浩 | 主演 |
| 2016年 | 《偷天對決》   | 朴將軍 | 主演 |
| 2022年 | 《外星+人1》   | 卡德   | 主演 |
| 2024年 | 《外星+人2》   | 卡德   | 主演 |
| 2024年 | 《黑带出勤中》 | 李政道 | 主演 |

### 微電影
| 年份   | 片名               | 角色 | 備註 |
| 2014年 | 《青春相贱不恨晚》 | 男神 | 主演 |

### MV
| 年份   | 曲名                     | 演唱者 | 備註     |
| 2009年 | 〈Kiss〉                 | Dara   | 與李敏鎬 |
| 2013年 | 〈別囂張〉（Drama ver.） | 2EYES  | 與金慧琳 |

## 綜藝節目
| 年份   | 播出日期         | 名稱         | 備註     |
| 2023年 | 10月13日—12月8日 | 《種豆得豆》 | 固定出演 |

## 音樂作品
| 年份 | 曲名               | 收錄專輯        | 備註 |
| 2016 | 〈我腦海裡的照片〉 | 《任意依戀》OST |      |
| 2016 | 〈知道嗎〉         | 《任意依戀》OST |      |

## 主持
| 日期                        | 節目名稱     | 備註                 |
| 2013年4月4日                | M! Countdown | 與趙寶兒（特別主持） |
| 2013年4月11日               | M! Countdown | 與趙寶兒（特別主持） |
| 2013年8月15日─2014年2月13日 | M! Countdown |                      |
| 2013年12月31日              | SBS演技大獎  | 與李寶英、李輝才     |

## 獎項
| 年份 | 獎項 |
| 2013 | - 第8屆亞洲模特兒獎－新星獎 - 第2屆大田電視劇節－最佳男新人獎《學校2013》 - 第5屆國劇盛典－海外人氣男演員獎《繼承者們》 - SBS演技大賞－十大明星獎《繼承者們》 |
| 2014 | - 第9屆亞洲模特兒獎－亞洲特別獎 - 第2屆美國DramaFever Award－最佳遺憾情侶賞 (與朴信惠，《繼承者們》)、 最帅气明星奖《繼承者們》 、最佳兄弟情奖（與李敏镐，《繼承者們》) - 第18届富川国际奇幻电影节－人气奖《朋友2》 - 第51届大钟奖－人气奖《朋友2》 - 第35届青龙电影奖－人气奖《朋友2》 |
| 2015 | - 第4届韩国电影闪耀之星颁奖典礼－人气演员奖《二十》 - 第1届釜山国际电影节－亚洲潜力明星奖 - 第30届韩国最佳着装天鹅奖－演员类最佳着装奖 |
| 2016 | - 韓國廣告商協會頒獎典禮－最佳代言人獎 |

## 外部連結
- 金宇彬的Instagram帳戶
- 金宇彬的經紀公司-AM Entertainment的Instagram帳戶